# Miniature Magnetic Orion
Il progetto di astronave Miniature Magnetic Orion (abbreviato anche come Mini-Mag Orion con acronimo MMO), è principalmente una proposta per un tipo di propulsione spaziale, basata su una profonda rivisitazione e alcuni perfezionamenti dei concetti originali proposti dal sistema di spinta a detonazioni nucleari del Progetto Orion. Il sistema Mini-Mag Orion avrebbe una propulsione basata sulla compressione di materiale fusionabile in un campo magnetico (un Z-pinch) fino a raggiungere la fusione nucleare. Queste reazioni di fusione nucleare per compressione magnetica forniscono la principale spinta propulsiva all'astronave. Un dispositivo MMO dovrebbe essere in grado di portare 100 tonnellate di carico utile fino a Marte in 3 mesi, oppure fino Giove in circa un anno.

## Storia
Nel giugno del 2000, il laboratorio Andrews Space concluse un "Small Business Innovation Research" (progetto di ricerca innovativa) della NASA (in Fase I), che era una rivisitazione del concetto originale del "Project Orion", denominata MagOrion. Il progetto MagOrion proponeva l'utilizzo di un anello superconduttivo di diametro 2 km, che avrebbe interagito magneticamente con gli scarichi di plasma prodotti dagli impulsi derivati da mini-esplosioni nucleari di fusione, che avrebbero sostituito la piastra inerziale ammortizzata "dampened pusher plate" proposta dal primo Project Orion. Questa modifica consentiva impulsi specifici sopra i 10.000 secondi, con un rapporto spinta/peso iniziale del sistema che veniva stimato tra 0,2 a 10. 
Nonostante questo, lo studio identificò alcuni problemi potenzialmente invalidanti il MagOrion, come la fragilità dei superconduttori, la loro suscettibilità a limitazioni critiche del proprio campo, la difficoltà tecnica di costruire un superconduttore con diametro di 2 km nello spazio, e la difficoltà politica del lanciare un dispositivo capace di espellere esplosivi nucleari ad elevati tassi di ripetizione. Queste preoccupazioni portarono al seguente passo iterativo nella famiglia dei progetti Orion, il Mini-MagOrion (MMO), che viene discusso in questo articolo. Il programma MMO venne finanziato congiuntamente dalla NASA e dall'Department of Energy (DOE) degli Stati Uniti d'America.

## Concetto
Il concetto proposto dal Mini-MagOrion (MMO) cerca di affrontare le problematiche individuate dal concetto MagOrion. Il disegno del MMO aggiunge due aspetti importanti ai concetti apportati dalla famiglia di progetti spaziali Orion: primo, l'utilizzo della compressione magnetica di capsule fissili che consenta esplosioni di potenza molto più ridotta (50-500 GigaJoule invece di 20.000 GJ), che sono innescate da un dispositivo esterno, impedendo (o rendendo difficile) l'utilizzo delle pillole di carburante come arma potenziale. Inoltre l'utilizzo di esplosioni di potenza minore permette di sostituire il grosso anello superconduttivo con un insieme più raffinato di diverse bobine, disposte a formare una specie di configurazione a tipo ugello di scappamento dei gas ionizzati. 

## Test delle ipotesi
La "Andrews Space" collaborava con i Sandia National Laboratories statunitensi per condurre alcuni esperimenti che hanno dimostrato componenti chiavi del progetto MMO. Il primo esperimento (condotto sulla macchina Saturn del SNL) dimostrò che il mylar (sotto forma di foglio di plastica) poteva essere usato come conduttore per dirigere la corrente nel pellet di combustibile, che dopo avrebbe instaurato il campo magnetico implodente per comprimere il pellet.
Il secondo test è stato condotto sulla "Z machine" del SNL, il più poderoso emettitore al mondo di raggi X e di z-pinch. L'esperimento voleva misurare il rapporto tra la potenza applicata dell'impulso e la compressione risultante nel bersaglio. Gli esperimenti non utilizzavano materiale fissile, ma diversi tipi di elementi inerti ma molto pesanti (oro, tungsteno, ecc.) per evitate la contaminazione della struttura. i risultati sono stati inconcludenti per difficoltà tecnologiche inerenti agli apparati di misura usati per determinare il tasso di compressione.

## Mini-Mag Orion sui mezzi informativi
Il numero di luglio 2003 di Aerospace Engineering (pubblicato da SAE Aerospace) aveva un breve articolo sul programma Mini-MagOrion, e copriva anche gli esperimenti sulla potenza elettrica impulsata nel Sandia National Laboratories. Inoltre a causa della sua stretta relazione con il "Project Orion" originale, i concetti del MMO continuano ad essere discussi nella blogosfera.